# Station Gainsborough Lea Road
Gainsborough Lea Road is een spoorwegstation van National Rail in Gainsborough, West Lindsey in Engeland. Het station is eigendom van Network Rail en wordt beheerd door East Midlands Railway. 